# 判事懲戒法
判事懲戒法（はんじちょうかいほう、明治23年8月21日法律第68号）は、明治から昭和戦前にかけて、裁判官の減俸、免官など懲戒の手続について規定していた日本の法律。1890年（明治23年）8月21日に公布、同年11月1日に施行され、戦後の1947年（昭和22年）に裁判所法により廃止された。

## 沿革
この法律は、施行前の懲戒すべき行為についても適用され訴追が行われるものとされた（56条）。大審院又は控訴院に設けられた懲戒裁判所において裁判が行われた。
訴追対象の行為は、裁判官の職務上の義務への違背または職務懈怠、また、官職上の威厳または信用を失わせる行為とされ、懲罰は、けん責、減俸、転所（異動）、免職の4種類があった（第2章 懲罰）。
1. 減俸 - 1か月から1年間のあいだで、年俸月割額を3分の1まで減じられる。
2. 転所 - 他裁判所または他職に異動となる。
3. 停職 - 3か月から1年間のあいだの職務執行停止が行われ、停職中は無給となる。
4. 免職 - 判決を受けた者は裁判官の地位を失い、また恩給（年金）も剥奪される。

1893年（明治26年）から1944年（昭和19年）の52年間には40件以上（50名以上）の懲戒が行われ、官報に彙報として掲載されている。
本法は、1913年（大正2年）4月7日、判事懲戒法中改正法律（大正2年4月7日法律第10号）によって、一部改正された。その改正点は、懲戒裁判所の構成人員である。控訴院における懲戒裁判所については、控訴院長を加えてその院の判事5人から3人に変更し、大審院における懲戒裁判所については、大審院長を加えてその院の判事7人から5人に変更された。本改正規定は、大正二年法律第六号、同第七号、同第八号、同第九号、同第十号施行期日ノ件（大正2年4月11日勅令第54号）によって、1913年（大正2年）4月21日から施行された。
その後、本法は、1947年（昭和22年）5月3日に施行された裁判所法（昭和22年4月16日法律第59号）附則により廃止され、その後、1947年（昭和22年）10月29日に裁判官分限法（懲戒は戒告または1万円以下の過料）が施行された。

## 成立まで
1888年（明治21年）、帝国議会設置に向けて法整備が行われていた時期、井上毅がイギリスの懲戒理論を報告すると同時に、日本においては懲戒裁判所を設けることを意見した。その懲戒裁判所は本法のものとは異なり、内閣の懲戒局によって運営され、委員は懲戒委員長の枢密院技官1名と、臨時委員の元老院または法制局の職員5～7名で構成するというものであった。井上はまたイギリス人の法制顧問フランシス・テイラー・ピゴットに相談している。
ドイツ各国では、懲戒裁判を設けて官吏の過失を審判し、罪状の証拠があるときには、免職及その他の懲罰を科す。イギリスにおいては懲戒裁判は設置されているか。また、設置されていないときは、官吏職務上の過失はどのような方法をもってこれを統治するか。官吏の免職は、長官が随意に行うものであって、他の要件はないのか。また、ある官吏には免職のために要件を設けるが、他の官吏には長官が随意に行うのか。
ピゴットは、イギリスには懲戒裁判所は設けられておらず、国王が責任大臣の勧告により判事の免職を行うこと、また、免職の請求事案については国会が判事に聴取を行う旨を説明した。
（判事は）逐年次に任命を受け、その職務に堪えるあいだは毎年再任される。…国王はまた、吏員の不良を理由としてこれを免職することができる。…ただし、他の大権と同じく、責任宰相の勧告がなければ、これを行うことはない。なお、免職するにあたっては、その理由を示すことを要しない。しかしながら、疑われた文官は国会で質問を受けなければならないことは、他の大権と同じである。
こうした調査を経て、1890年（明治23年）2月10日公布の裁判所構成法には、「裁判所もしくは検事局の官吏にして適当にその職務を行わざる者またはその行状その地位に不相応なる者につき、第136条〔司法大臣以下の監督権〕を適用すること能わざるときは、懲戒法に従いこれを訴追す」るとする規定が設置された（第138条）。
しかしながら、その懲戒法である本法には、懲戒裁判所は裁判所内に設置するという規定が置かれた。

## 構成
全57条となっている。
1. 第1章　総則
2. 第2章　懲罰
3. 第3章　懲戒裁判所
4. 第4章　裁判手続
5. 第5章　職務停止
6. 第6章　懲戒裁判手続と刑事裁判手続との関係
7. 第7章　補則

## 判決例
- 函館地方裁判所 所長判事 手塚吉康（1908年12月14日、減俸1ヶ月）[7]
- 新潟地方裁判所 所長判事 松野篤義（1909年1月23日、減俸2ヶ月）[8]
- 大審院 部長判事 法学博士井上正一外6名（1912年5月21日、けん責）[9]